# Daciano Colbachini
Daciano Colbachini (ur. 31 października 1893 w Padwie, zm. 13 kwietnia 1982 tamże) – włoski lekkoatleta specjalizujący się w biegach płotkarskich.
Colbachini reprezentował Królestwo Włoch na igrzyskach olimpijskich dwukrotnie. Podczas V Letnich Igrzyskach Olimpijskich w 1912 roku w Sztokholmie startował w biegu na 110 metrów przez płotki. Z czasem 16,1 zajął drugie miejsce w swoim biegu eliminacyjnym, co pozwoliło mu się zakwalifikować do fazy półfinałowej. Mimo poprawienia czasu w półfinale na 16,0 i ponownego zajęcie drugiego miejsca w biegu, Colbachini nie dostał się do finału, gdyż jedynie zwycięzcy półfinałów kwalifikowali się dalej. Osiem lat później podczas VII Letnich Igrzysk Olimpijskich w 1920 roku w Antwerpii wystartował ponownie w tej konkurencji. Czasem 15,6 zwyciężył swój bieg eliminacyjny i zakwalifikował się do biegów półfinałowych. W półfinale nr 2 z nieznanym czasem zajął ostatnie, szóste miejsce i odpadł z dalszej rywalizacji.
Rekordzista kraju.
Reprezentował barwy klubu AC Padova.

## Rekordy życiowe
- bieg na 110 metrów przez płotki – 15,2 (1920)